# Samyr Lainé
Samyr Laine (né le 17 juillet 1984 à Nyack, New York) est un sauteur de triple saut haïtien-américain qui a représenté Haïti aux Jeux olympiques d'été de 2012 et à d'autres compétitions internationales depuis les Jeux panaméricains de 2007.

## Début de vie
Les parents de Laine sont nés en Haïti. Il a commencé à faire du sport en cinquième année, où il a été relégué aux épreuves de distance en raison de sa taille. Laine a rejoint l'équipe pour les sprints, mais a fini par courir le mile, le 2 miles et le steeple cette année-là. L'année suivante, il s'est mis au tennis pendant trois ans, jouant même dans l'équipe de tennis de son lycée, la Newburgh Free Academy.
Pendant les Jeux olympiques de Sydney en 2000, Laine a regardé et enregistré toutes les épreuves d'athlétisme. Les Jeux l'ont inspiré et il a commencé à s'entraîner en prévision de la saison 2000-2001. Il s'entraîne et parvient à se frayer un chemin dans le groupe 200m/400m, avec quelques sauts horizontaux pour aider l'équipe à marquer des points. Il s'éloigne à nouveau de la piste d'athlétisme pour se concentrer sur ses études et ses débats, puisqu'il est membre de l'équipe de débat depuis la huitième année d'études. Laine a continué à s'entraîner et a participé aux Empire State Games de New York pendant l'été.

## Éducation et formation
C'est au cours de sa dernière année d'études secondaires qu'il a pu bénéficier d'une année complète d'athlétisme. Il a fait des progrès substantiels cette année-là dans ce qui allait rapidement devenir sa meilleure épreuve, le triple saut, passant de 42 pieds (12,80 m) l'année précédente à 45 pieds (13,70 m) en salle et à 46 pieds (14 m) en plein air, ce qui lui a permis de se classer troisième aux championnats d'État. Après avoir été recruté par presque toutes les écoles de l'Ivy League, Laine a choisi de s'inscrire à l'Université Harvard En première année, il a été colocataire de Mark Zuckerberg.
Au cours de ses quatre années à l'Université de Harvard, son saut s'est amélioré de plus de 2,15 mètres. Après deux secondes places aux championnats de la conférence lors de sa première année, il s'est classé premier en salle et à l'extérieur les deux années suivantes. Lors de son année junior, bien que souffrant de quelques blessures, il a réussi à obtenir le statut de All-American aux championnats NCAA. À cette occasion, il établit le record de l'Ivy League de l'époque, qui est toujours celui de l'université de Harvard, avec un triple saut de 51 pieds et 11 pouces, ainsi que le record de Harvard en extérieur, avec un triple saut de 53 pieds et 7 pouces et demi. L'année suivante, il a dû faire face à d'autres blessures et a été contraint d'abandonner sa dernière saison en plein air et de regarder l'équipe dont il avait été élu capitaine depuis la ligne de touche. Sa blessure lui a permis d'utiliser sa dernière saison d'éligibilité universitaire à l'Université du Texas à Austin, où il a terminé son programme d'études supérieures en 2007.Il a pu retrouver sa forme de 2005 et a atteint la norme des Jeux panaméricains. Il a ensuite été diplômé du Georgetown University Law Center en 2010.

## Carrière
Son meilleur saut est de 17,39 m, réalisé en altitude à Bogota le 24 juillet 2009 (avec un vent favorable de 1,3 m/s).
Il remporte la médaille d'or lors des Championnats d'Amérique centrale et des Caraïbes d'athlétisme 2011 à Mayagüez en 17,09 m.
Ancien étudiant à l'Université Harvard où il partageait sa chambre avec Mark Zuckerberg et habitant en Virginie, il ne se consacre pleinement à l'athlétisme qu'à partir de 2006. Il est sélectionné pour les Jeux olympiques de Londres en 2012 et se qualifie pour la finale.

## Vie privée
Il est marié à la triple-sauteuse trinidadienne Ayanna Alexander.